# Lweta
La Lweta (aussi écrit Lueta) est une rivière du bassin du fleuve Congo, coulant principalement du Sud vers le Nord dans le Katanga et le Kasaï-Occidental en république démocratique du Congo, et un affluent de la rivière Kasaï. Elle traverse les territoires de Kazumba et Lwiza.